# الحمراء (بني مطر)

تعديل مصدري - تعديل

الحمراء هي إحدى قرى عزلة جنب بمديرية بني مطر التابعة لمحافظة صنعاء، بلغ تعداد سكانها 123 نسمة حسب تعداد اليمن لعام 2004.